# Centre Nobel de la paix
 (mars 2017).
Le Centre Nobel de la paix (norvégien : Nobels Fredssenter) à Oslo, Norvège est l'établissement dans lequel est représenté le prix Nobel de la paix et les idéaux qu'il véhicule. Le centre est aussi un endroit où la politique et la culture s'unifient pour promouvoir la participation, le débat et la réflexion autour de thèmes comme la guerre, la paix et la résolution de conflits.

## Utilisation

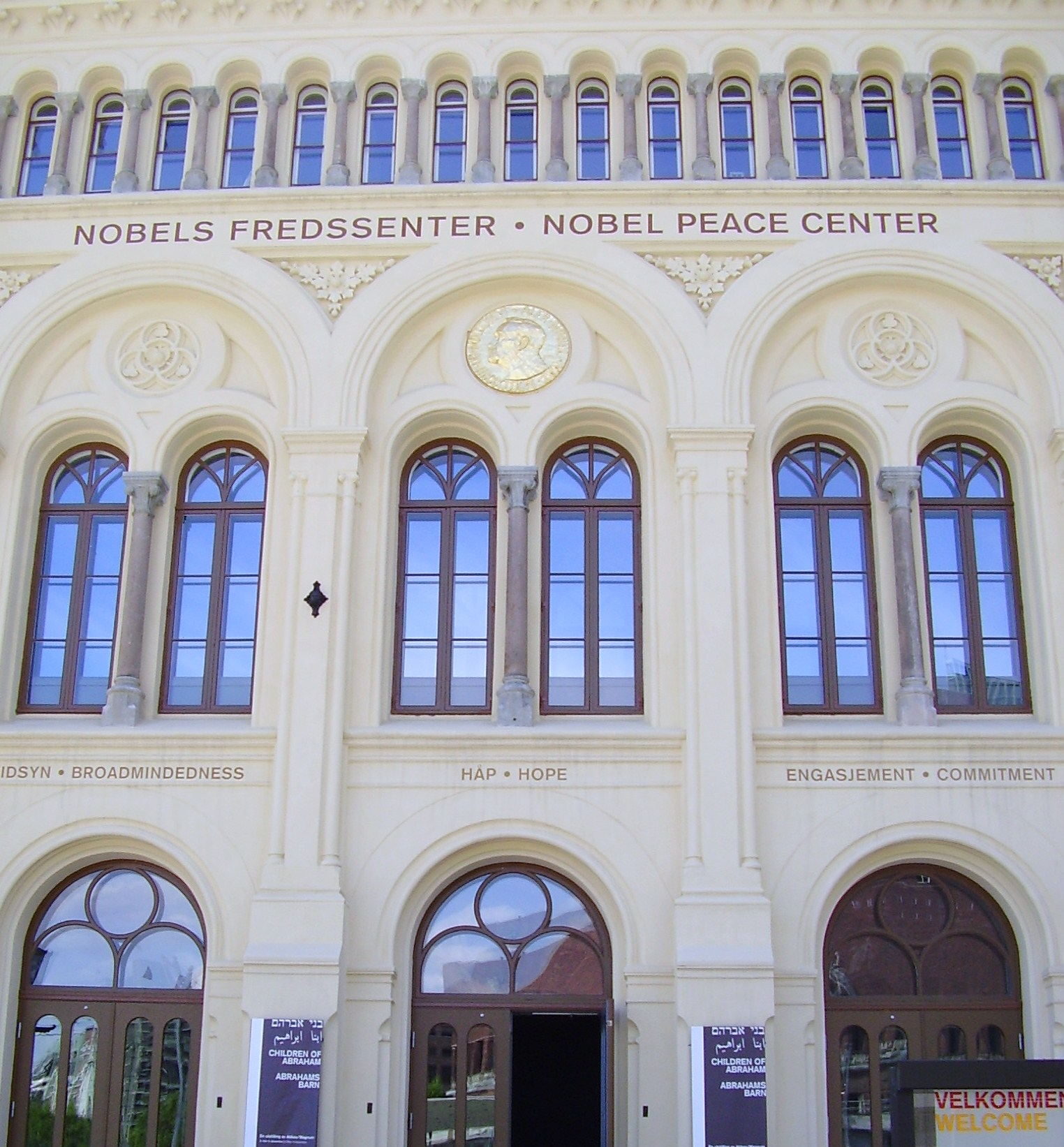
Entrée du Centre Nobel de la paix.

Le centre présente les lauréats du prix Nobel de la paix et leur travail, en plus de raconter l'histoire d'Alfred Nobel et des autres prix Nobel. Cette présentation se fait en utilisant la technologie multimédia et interactive dans des expositions, rencontres, débats, théâtre, concerts et conférences en plus d'un vaste programme de formation et de visites guidées régulières.

## Création
L'établissement a été ouvert en 2005 par le roi Harald V de Norvège durant une cérémonie où les familles royales de Norvège et de Suède étaient présentes. Le lauréat Wangari Maathai était également présent. Depuis, le centre a accueilli plus de 400 000 visiteurs (jusqu'au 1er octobre 2009). Il est localisé dans l'ancien Oslo Vestbanestasjon (station de train ouest d'Oslo) qui date de 1872 et dont l'utilisation comme une gare ferroviaire a cessé depuis 1989. Il est localisé près de la place Rådhusplassen et de l'hôtel de ville d'Oslo, où la cérémonie de remise du prix Nobel de la paix a lieu chaque 10 décembre pour commémorer la mort d'Alfred Nobel, et a vue sur le port.

## Architecture
L’architecte britannique David Adjaye est responsable pour le design créatif du centre dont ses couleurs. Le designer américain David Small a développé les installations hi-tech.

## Organisation
Le Centre Nobel de la paix est une fondation et fait partie du réseau des institutions Nobel, représentées par la fondation Nobel qui administre les activités d'information et les dispositions entourant la remise du prix Nobel. Bente Erichsen est le directeur du centre. Geir Lundestad est président du conseil d'administration du Centre, qui est nommé par le Comité Nobel norvégien.
Le financement provient du Ministère de la culture norvégien, de sponsors privés et des recettes d'entrée. Les expositions temporaires sont entièrement sponsorisées.